# Wolne Państwo Orania
Wolne Państwo Orania (niderl. Oranje Vrijstaat, wym. [ɔˈrɑnjə ˈvrɛistaːt]; afr. Oranje Vrystaat, wym. [oˈrɐnjə ˈfrɛistɑːt]; ang. Orange Free State) – niepodległe państwo burskie istniejące w latach 1854–1902, początkowo pod nazwą Transorania (Transoranje).

## Historia

### Początki
Pierwsi osadnicy burscy zaczęli napływać na tereny na północ od rzeki Oranje jeszcze w drugiej dekadzie XIX wieku. Napływ ten przybrał na sile w latach dwudziestych i na początku lat trzydziestych XIX wieku. W sumie oblicza się, że do 1835 roku napłynęło na teren późniejszej Oranii ok. 1500 Burów, którzy w większości osiedlali się w widłach rzek Modder i Riet. W tym czasie na terenie późniejszej republiki istniał szereg władztw i państw Griqua: w Philippolis, w Boetsap i w Campbell, i afrykańskich BaRolong w Thaba Nchu, BaSotho z centrum w Thaba Bosiu i BaTlokwa z centrum w Marabeng. W 1835 roku rozpoczął się napływ kolejnej fali burskich emigrantów, związany z Wielkim Trekiem. Dla większości voortrekkerów ziemie pomiędzy rzekami Oranje i Vaal były jedynie przystankiem na drodze do Natalu lub Transwalu. Punktem zbornym trekkerów był przede wszystkim region Thaba Nchu, gdzie korzystali z pomocy przychylnego im władcy BaRolong, Moroko. 
W czasie wojen burskich między 1899–1902 ponownie podbita przez Wielką Brytanię, która na terenie Oranii utworzyła Kolonię Rzeki Oranje. W 1910 r. tereny te dołączyły do Związku Południowej Afryki jako prowincja Wolne Państwo Orania (od 1995 r. prowincja ta nosi nazwę Wolne Państwo).